# Harald Jerichau
Nikolaj Harald Adolph Jerichau, född 18 augusti 1851 i Köpenhamn, död 6 mars 1878 i Rom, var en dansk målare. Han var son till Jens Adolf Jerichau och Elisabeth Jerichau-Baumann samt bror till Thorald och Holger Jerichau.
Jerichau studerade i Rom, där han också dog. Han är främst känd genom sina italienska landskap, bland annat Strandparti från Capri (på Göteborgs konstmuseum). Han är representerad vid Statens Museum for Kunst med Den lydiska slätten i närheten av Sardis.

## Bilder

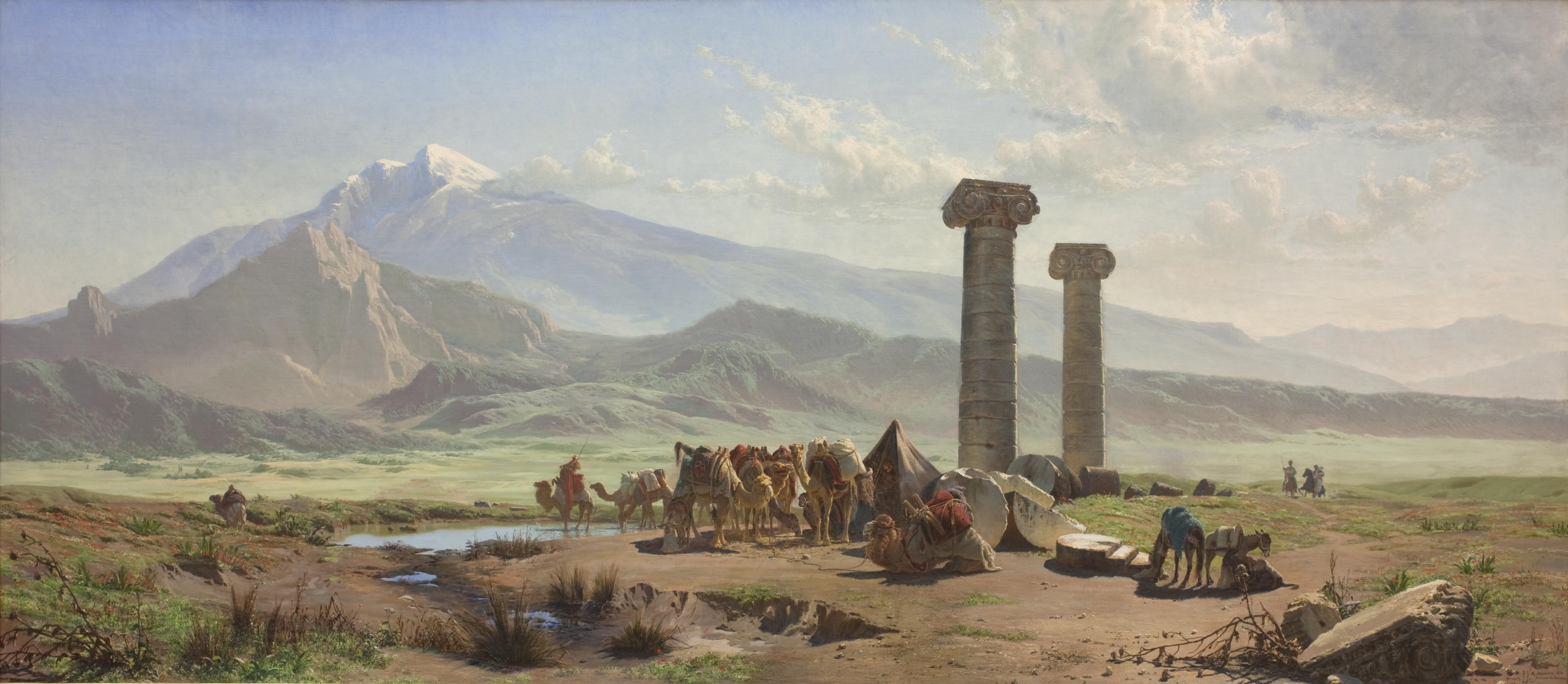
Den lydiska slätten i närheten av Sardis (1878).